# Kwazulusaurus shakai
Kwazulusaurus shakai è un terapside estinto, appartenente ai dicinodonti. Visse nel Permiano superiore (circa 253 - 252 milioni di anni fa) e i suoi resti fossili sono stati ritrovati in Sudafrica.

## Descrizione
Questo animale è noto per un cranio completo, e dal raffronto con animali simili è possibile ipotizzarne l'aspetto. Kwazulusaurus doveva essere piuttosto simile al successivo e ben noto Lystrosaurus del Triassico, e come quest'ultimo doveva possedere un corpo a forma di botte sorretto da arti corti ma robusti, e non raggiungeva il metro di lunghezza. Come Lystrosaurus, anche Kwazulusaurus possedeva un cranio alto e corto, con una regione facciale molto breve e terminante in un becco, ma la regione postorbitale era più ampia. Un'altra caratteristica che lo accomunava a Lystrosaurus era la forma dell'osso ectopterigoide; altre caratteristiche, invece, sembrano preannunciare il genere triassico ma sono a un livello più arcaico. 

## Classificazione
Kwazulusaurus era una forma specializzata e derivata di dicinodonti, un grande gruppo di terapsidi diffusi tra il Permiano superiore e il Triassico. In particolare, Kwazulusaurus è considerato il diretto antenato del ben noto Lystrosaurus, uno dei pochi dicinodonti a sopravvivere nel Triassico dopo la grande estinzione di massa di fine Permiano. Kwazulusaurus è stato quindi ascritto alla famiglia Lystrosauridae, comprendente anche Euptychognathus, leggermente più antico. 
Kwazulusaurus shakai venne descritto per la prima volta nel 2002, sulla base di un cranio ben conservato ritrovato nei pressi di Stoffelton (KwaZulu-Natal) in Sudafrica, in terreni della "zona a Dicynodon".

## Paloecologia
Come il più famoso Lystrosaurus, anche Kwazulusaurus doveva essere un animale dalle abitudini almeno parzialmente fossorie; è probabile che fu proprio questa caratteristica a consentire ai listrosauridi di sopravvivere in tane ipogee durante la grande crisi di fine Permiano. 